# یوری گیدزنکو
یوری گیدزنکو (به انگلیسی: Yuri Pavlovich Gidzenko) فضانورد اهل کشور روسیه است که در ۲۶ مارس ۱۹۶۲ در استان میکولائیف زاده شد.
وی در مأموریت سایوز تی‌ام-۲۲، میر ئی‌او-۲۰، سایوز تی‌ام-۳۱، اکسپدییشن ۱، اس‌تی‌اس-۱۰۲، سایوز تی‌ام-۳۴، تی‌ام-۳۳ حضور داشته است.